# 스기오카 다이키
스기오카 다이키(일본어: 杉岡 大暉, 1998년 9월 8일 ~ )는 일본의 축구 선수이다. 현재 J1리그의 쇼난 벨마레에서 뛰고 있다.

## 구단 경력
그는 2017년 J2리그의 쇼난 벨마레에 입단했다. 2017년 J2리그 우승으로 J1리그로 승격했다. 2018년에 J리그컵 우승을 차지했다. 2019년까지 95경기에 출전하여, 5득점을 넣었다. 2020년 가시마 앤틀러스로 이적했다. 2021년 쇼난 벨마레로 복귀했다. 2024년 FC 마치다 젤비아로 이적했다.

## 국가대표팀 경력
그는 2017년 FIFA U-20 월드컵에 참가할 일본 U-20 국가대표팀에 발탁되었으며, 2경기에 출전했다.
2018년 아시안 게임에 참가할 일본 U-23 국가대표팀에 발탁되었으며, 은메달 획득에 기여했다.
그는 2019년 코파 아메리카에 참가할 일본 국가대표팀에 발탁되었으며, 6월 17일 칠레와의 경기에서 데뷔했다. 2022년 EAFF E-1 풋볼 챔피언십에도 출전, 우승에 기여했다. 그는 2022년까지 국제 A매치 통산 5경기에 출전했다.

## 통계
| 일본 | 일본 | 일본 |
| 연도 | 출전 | 득점 |
| ---- | ---- | ---- |
| 2019 | 3    | 0    |
| 2020 | 0    | 0    |
| 2021 | 0    | 0    |
| 2022 | 2    | 0    |
| 통산 | 5    | 0    |